# Alcatoo (figlio di Portaone)
Alcatoo (in greco antico: Ἀλκάθοος?, Alkàthoos) è un personaggio della mitologia greca, figlio di Portaone e di Eurite (figlia di Ippodamante) e fratello del re Oineo di Calidone.

## Mitologia
Secondo alcune fonti, Alcatoo  fu il secondo pretendente di Ippodamia e quindi fu ucciso da suo padre Enomao come gli altri pretendenti.
Altre fonti dicono che fu ucciso da Tideo il quale poi andò in esilio ad Argo.